# Twista
Carl Terrell Mitchell (n. 27 noiembrie 1973, Chicago, Illinois, SUA), cunoscut sub numele de scenă Twista, este un rapper american din Chicago, Illinois. Este cunoscut pentru stilul său rapid de rap.